# 荷為替手形
荷為替手形（にがわせてがた）とは、輸出代金決済のために輸出者（売主）が振り出す為替手形に船積書類が添付されたものである。

## 概要
貿易取引においては、売主が商品を出荷しても買主が代金を支払わない可能性がある。このため、船積み後に船積書類と為替手形を取引銀行に買い取ってもらい、取引銀行が買主の国にある銀行を通じて代金を取り立てるという方法が、荷為替手形である。
買主は、代金を支払わない限り（あるいは荷為替手形を引き受けない限り）船積書類を入手できないので、代金の支払いが担保される。
荷為替手形を利用した貿易取引は、信用状を利用すれば最も確実になるが、輸入者側の事情により信用状を利用できない場合は、手形支払書類渡し（Documents against payment：D/P）か、手形引受書類渡し（Documents against acceptance：D/A）決済を利用することとなる。D/Pは輸入者が銀行に代金を支払うことにより、D/Aは輸入者が手形を引き受けることにより、船積書類を入手することができる。
D/P、D/A決済は、銀行による保証がないことから、信用状取引に比べてリスクを伴う（特にD/Aは、輸入者が引受後に不渡りを出した場合は回収不能となる）。そのため、D/P、D/A決済が用いられるのは、主として現地子会社など信用に問題がない場合が多い。中南米では商慣習上D/P、D/A決済が多いが、その場合は貿易保険（輸出手形保険）を付保するなどの措置をとる。

## 戦前の日本での利用
戦前の日本では、国内隔地者間の売買取引においても荷為替手形が利用されることがあった。生糸などの物資の売却のほか、株式の売買にも利用された（株式荷為替）。これにより、売主は物資や株式といった荷物を担保として銀行から金融を受けることができた。なお、戦後もごく少例ではあるが荷為替手形取引は行われた。